# System wczesnego ostrzegania o niebezpiecznej żywności i paszach
System wczesnego ostrzegania o niebezpiecznej żywności i paszach (ang. Rapid Alert System for Food and Feed – RASFF) – postępowanie organów urzędowej kontroli żywności i innych podmiotów realizujących zadania z zakresu bezpieczeństwa żywności.
System wczesnego ostrzegania o niebezpieczeństwie pochodzącym z żywności lub pasz, który działa w Unii Europejskiej (UE) i Europejskim Stowarzyszeniu Wolnego Handlu (EFTA) od 1979 roku. Jego istotą jest natychmiastowe powiadomienie Komisji Europejskiej w ramach systemu wczesnego ostrzegania o bezpośrednim lub pośrednim niebezpieczeństwie grożącym zdrowiu ludzkiemu w żywności. Do systemu wprowadzane są informacje o żywności, paszach i materiałach do kontaktu z żywnością, potencjalnie niebezpiecznych dla zdrowia ludzi, zwierząt lub środowiska i działaniach następczych w wyniku zidentyfikowania takich produktów.

## Podstawa prawna działania systemu
- Rozporządzenie (WE) nr 178/2002 Parlamentu Europejskiego i Rady z dnia 28 stycznia 2002 r. ustanawiające ogólne zasady i wymagania prawa żywnościowego, powołującego Europejski Urząd ds. Bezpieczeństwa Żywności oraz ustanawiające procedury w zakresie bezpieczeństwa żywności[3];
- Rozporządzenie Komisji (UE) 16/2011 z dnia 10 stycznia 2011 r. ustanawiające środki wykonawcze dla systemu wczesnego ostrzegania o niebezpiecznych produktach żywnościowych i środkach żywienia zwierząt[4].

## Organizacja systemu
Członkami sieci RASFF są punkty kontaktowe RASFF, które reprezentują Komisję Europejską, Europejski Urząd ds. Bezpieczeństwa Żywności (EFSA), kraje członkowskie UE, kraje członkowskie EFTA (Islandia, Liechtenstein, Norwegia i Szwajcaria).
W sytuacji gdy wykryte zostaje zagrożenie związane z żywnością, paszą lub wyrobem/materiałem do kontaktu z żywnością krajowy punkt kontaktowy danego członka sieci ma za zadanie przygotować tzw. powiadomienie na specjalnie dla tego celu stworzonym formularzu powiadomienia i przekazać je bezzwłocznie do punktu kontaktowego Komisji Europejskiej.

## Rodzaje powiadomień o zagrożeniu
- Powiadomienia zgłaszane do RASFF dzielą się na alarmowe, informacyjne, o odrzuceniu na granicy oraz typu NEWS.
- Powiadomienie alarmowe przesyłane są, gdy zidentyfikowana zostanie niebezpieczna żywność lub pasze lub materiały/wyroby do kontaktu z żywnością i niezbędne jest podjęcie natychmiastowych działań w tym zakresie w innym państwie będącym członkiem sieci;
- Powiadomienia informacyjne przesyłane są, gdy zidentyfikowana zostanie niebezpieczna żywność lub pasze lub materiały/wyroby do kontaktu z żywnością, jednak nie jest konieczne podjęcie natychmiastowych działań w tym zakresie w innym państwie będącym członkiem sieci, np. dlatego, że dany produkt nie jest już dostępny na rynku lub znajduje się jedynie na rynku kraju zgłaszającego powiadomienie;
- Powiadomienie o odrzuceniu na granicy oznacza powiadomienie o odrzuceniu partii, kontenera lub ładunku żywności lub paszy lub materiału/wyrobu do kontaktu z żywnością;
- Informacja typu NEWS – gdy członek sieci posiada informację związaną z bezpieczeństwem żywności lub pasz, która nie może być zakwalifikowana jako powiadomienie, a która może być przydatna dla innych członków sieci.

## Rozpowszechnianie informacji
Zgodnie z art. 52 ust. 1 rozporządzenia nr 178/2002, Komisja Europejska udostępnia do wiadomości publicznej informacje dotyczące powiadomień alarmowych, powiadomień informacyjnych i powiadomień o odrzuceniu na granicy przekazywanych w ramach systemu RASFF. Ww. informacje są publikowane w ogólnodostępnej internetowej bazie danych RASFF i odnoszą się do: typu produktu, zidentyfikowanych zagrożeń, wyników badań analitycznych jeśli są dostępne, kraju pochodzenia produktów, krajów do których produkt został dostarczony, kraju zgłaszającego powiadomienie, podstawy zgłoszenia powiadomienia, podjętych działań i statusu dystrybucji zgłoszonych przez członków sieci RASFF do punktu kontaktowego RASFF Komisji Europejskiej.

## Zasady działania systemu
Szczegółowe zasady działania systemu RASFF zostały opracowane przez Komisję Europejską i ogłoszone w stosownym dokumencie. Każdy członek sieci RASFF wyznacza jeden punkt kontaktowy, reprezentujący dany kraj lub organizację. W Polsce zgodnie z art. 85 ustawy z dnia 25 sierpnia 2006 r. o bezpieczeństwie żywności i żywienia Główny Inspektor Sanitarny kieruje siecią systemu RASFF oraz:
- prowadzi krajowy punkt kontaktowy (KPK) systemu RASFF,
- jest odpowiedzialny za funkcjonowanie KPK,
- powiadamia Komisję Europejską o stwierdzonych przypadkach niebezpiecznej żywności oraz pasz.

Krajowy Punkt Kontaktowy RASFF w Głównym Inspektoracie Sanitarnym (KPK RASFF w GIS) reprezentuje Polskę jako członka sieci RASFF, zgodnie z definicją zawartą w artykule 1 rozporządzenia Komisji (UE) nr 16/2011. Celem KPK RASFF w GIS jest zapewnienie właściwej komunikacji pomiędzy Komisją Europejską, a organami urzędowej kontroli żywności i pasz w Polsce. Organy urzędowej kontroli żywności i pasz w Polsce przekazują informacje o stwierdzonych na terenie Polski przypadkach niebezpiecznej żywności, pasz lub materiałów do kontaktu z żywnością zgodnie z zakresem systemu RASFF do KPK RASFF w GIS oraz podejmują odpowiednie działania na podstawie powiadomień RASFF przekazywanych przez KPK RASFF w GIS i raportują o wynikach tych działań.

## Ogłaszanie ostrzeżeń
Główny Inspektorat Sanitarny (GIS) zamieszcza ostrzeżenia publiczne na wszystkich kanałach w mediach. Od wielu lat ostrzeżenia pojawiają się na stronie internetowej urzędu. Komunikaty dotyczące ostrzeżeń publicznych pojawiają się jednocześnie na stronie internetowej oraz w mediach społecznościowych takich jak Facebook, Twitter i Instagram.